# Mirko Heuer
Mirko Heuer (* 2. Juni 1966 in Hannover) ist ein deutscher Kommunalpolitiker. Er ist seit dem 1. November 2014 hauptamtlicher Bürgermeister der niedersächsischen Stadt Langenhagen.

## Leben
Heuer besuchte zwischen 1972 und 1985 die Friedrich-Ebert-Grundschule und das Gymnasium Langenhagen. Anschließend studierte er Elektrotechnik an der Fachhochschule Hannover mit Abschluss als Dipl.-Ing. (FH). Nach Tätigkeiten in der privaten Wirtschaft wechselte er zum niedersächsischen Landesbetrieb LSKN, zuletzt tätig als Fachgebietsleiter im Bereich Servicedesign/Serviceoperation. Heuer ist verheiratet und hat drei Kinder.

## Kommunalpolitik
Engagiert in der CDU ist Heuer seit dem Jahr 2005. Im Jahr 2007 wurde er Vorsitzender der CDU-Ratsfraktion Langenhagen. Bei der Bürgermeisterwahl 2014 errang er in der Stichwahl den Sieg mit 58,8 Prozent gegen den unterlegenen Friedhelm Fischer.
Bei der Bürgermeisterwahl 2021 wurde er im ersten Wahlgang mit 55,8 Prozent der Stimmen für eine zweite Amtszeit wiedergewählt.